# Sulfat
Sulfater är salter av svavelsyra. Sulfatjonen består av en svavelatom omgiven av fyra syreatomer och är en tetraedrisk tvåvärt negativ jon SO{\displaystyle _{4}^{2-}}. Sulfat är i allmänhet lättlösliga i vatten undantaget: barium-, strontium-, kalcium-, bly- och kvicksilversulfat. En annan serie sulfat är de sura vätesulfaterna HSO4–; pKa för denna jon är 1,89. Ett exempel på vätesulfat är natriumvätesulfat NaHSO4. När man reducerar sulfatjoner så frigörs svavel och syrgas.

## Organiska sulfat
Organiska sulfat, estrarna av svavelsyra, är starkt alkylerande. Det viktigaste är dimetylsulfat (CH3)2SO4, vars användning i Sverige kräver myndighetstillstånd. Salterna av monoförestrade sulfat av typen R-O-SO3– är dock stabila och viktiga surfaktanter.

## Sulfatmineral
Flera vanligt förekommande mineral är sulfater. Några är bergartsbildande. Exempel på sulfatmineral är:
- Alunit, KAl3(SO4)2(OH)6
- Anhydrit, CaSO4
- Baryt, BaSO4
- Gips, CaSO4·2H2O
- Kopparsulfat, CuSO4[1]